# Caryedon serratus
Caryedon serratus är en skalbaggsart som först beskrevs av Olivier 1790.  Caryedon serratus ingår i släktet Caryedon och familjen bladbaggar. Arten förekommer tillfälligt i Sverige, men reproducerar sig inte. Inga underarter finns listade i Catalogue of Life.